# 1月20日 (旧暦)
旧暦1月20日（きゅうれきいちがつはつか）は、旧暦1月の20日目である。六曜は友引である。

## できごと
- 元暦元年（ユリウス暦1184年3月4日） - 源義仲が、頼朝の命をうけた範頼・義経の軍と戦い近江・粟津原で敗死[要出典]
- 宝永6年（グレゴリオ暦1709年3月1日） -  将軍徳川綱吉の死後10日目で生類憐れみの令が廃止

## 誕生日
- 大歴7年（ユリウス暦772年2月28日） - 白居易（白楽天）[要出典]、唐の詩人（+ 846年）
- 宝暦10年（グレゴリオ暦1760年3月7日） - 松浦静山、大名、平戸藩第9代藩主（+ 1841年）
- 天保9年（グレゴリオ暦1838年2月14日） - 岡田以蔵、江戸時代末期の土佐藩郷士（+ 1865年）
- 安政4年（グレゴリオ暦1857年2月14日） - 植木枝盛、自由民権運動指導者・衆議院議員（+ 1892年）

## 忌日
- 元暦元年（ユリウス暦1184年3月4日） - 源義仲、武将（* 1154年）
- 元暦元年（ユリウス暦1184年3月4日） - 今井兼平、武将・義仲四天王の一人（* 1152年）

## 記念日・年中行事
- 二十日正月